# Blažov
Blažov (Duits: Blaschau, vroeger ook Blážov genoemd) is een Moravisch dorp, deelgemeente en kadastrale gemeente in de Tsjechische gemeente Bouzov. Bělkovice telt 46 inwoners (2021). Het dorp ligt aan de beek Blažovský potok.

## Geschiedenis
- 1348/1382 – Over de eerste schriftelijke vermelding van Blažov bestaat onenigheid, het gaat om een vermelding uit 1348 of 1382.
- Rond 1895 – Blažov scheidt zich af van de gemeente Svojanov en wordt een zelfstandige gemeente.
- 1961 – De gemeente Blažov wordt geannexeerd door de gemeente Kozov.
- 1976 – De gemeente Kozov, inclusief Blažov, wordt geannexeerd door de gemeente Bouzov.[1]

## Aanliggende (kadastrale) gemeenten
| Aanliggende (kadastrale) gemeenten1 | Aanliggende (kadastrale) gemeenten1 | Aanliggende (kadastrale) gemeenten1 | Aanliggende (kadastrale) gemeenten1 | Aanliggende (kadastrale) gemeenten1 |
| ----------------------------------- | ----------------------------------- | ----------------------------------- | ----------------------------------- | ----------------------------------- |
|                                     |                                     | Bouzov                              |                                     |                                     |
|                                     |                                     |                                     |                                     |                                     |
| Svojanov                            |                                     |                                     |                                     |                                     |
|                                     |                                     |                                     |                                     |                                     |
|                                     |                                     |                                     |                                     | Kadeřín                             |

1 Cursief geschreven namen zijn andere kadastrale gemeenten binnen de gemeente Bouzov.